# Emmanuel Le Borgne
Emmanuel Le Borgne de Belle-Isle, né en 1610 à Calais et décédé le 20 juillet 1681 à La Rochelle, est un administrateur colonial français.

## Biographie
Emmanuel Le Borgne est le fils d'Emmanuel Le Borgne et de Catherine Planeau. 
Marchand banquier et armateur prospère et influent, magistrat consulaire et bourgeois de La Rochelle. Ayant avancé d'importantes sommes à Charles de Menou d'Aulnay, il obtient du père de celui-ci, René de Menou de Charnisay, la reconnaissance d'une dette de 260 000 livres, le 9 novembre 1650. 
Il devient gouverneur de l'Acadie de 1657 à 1667. 
Il se marie, à La Rochelle, avec Janne François. Son fils Alexandre lui succède à ce poste.